# Іштугановська сільська рада
Іштуга́новська сільська рада (рос. Иштугановский сельский совет) — муніципальне утворення у складі Мелеузівського району Башкортостану, Росія. Адміністративний центр — присілок Іштуганово.

## Населення
Населення — 578 осіб (2019, 686 в 2010, 652 в 2002).

## Склад
До складу поселення входять такі населені пункти:
| Населений пункт      | Населення, осіб (2002) | Населення, осіб (2010) |
| -------------------- | ---------------------- | ---------------------- |
| Березовський, хутір  | 4                      | 4                      |
| Іштуганово, присілок | 315                    | 339                    |
| Серять, хутір        | 13                     | 8                      |
| Сиртланово, присілок | 320                    | 335                    |